# Pseudoeurycea scandens
Pseudoeurycea scandens är en groddjursart som beskrevs av Walker 1955. Pseudoeurycea scandens ingår i släktet Pseudoeurycea och familjen lunglösa salamandrar. IUCN kategoriserar arten globalt som sårbar. Inga underarter finns listade i Catalogue of Life.